# Тиск насичення нафти газом
Тиск насичення нафти газом (рос. давление насыщения [нефти газом]; англ. saturation pressure [of oil with gas]; нім. Sättigungsdruck m [des Erdöles durchs Erdgas]) – 

## Варіанти дефініції
- 1. Тиск, за якого газ знаходиться в термодинамічній рівновазі з нафтою.
- 2. Тиск, нижче якого виділяються перші бульбашки газу із нафти і газ починає переходити із розчинного в нафті стану у вільний, що призводить до перетворення однофазної системи в двофазну. Т.н.[н.г.] зростає із збільшенням співвідношення об’ємів розчиненого газу і нафти, а також з ростом температури, молекулярної маси нафти і кількості компонентів газу, які погано розчинні в нафті, особливо азоту.
- 3. Тиск, за якого і вище якого весь газ повністю розчинений у рідині.

## Визначення
Об’ємний метод визначення тиску насичення  ґрунтується на інтерпретації pV-ізотерм пластової нафти, коли тиск насичення визначається зламом цієї ізотерми (за малого вмісту азоту в газі). 
Приріст величини тиску насичення за зміни температури на 1 К називають температурним коефіцієнтом тиску насичення. 

## ТИСК НАСИЧЕННЯ ПЛАСТОВОЇ НАФТИ ГАЗОМ
Тиск, за якого в процесі ізотермічного розширення однофазної пластової нафти в умовах термодинамічної рівноваги з'являються перші бульбашки газу і газ починає переходити із розчинного в нафті стану у вільний, що призводить до перетворення однофазної системи в двофазну. Тиск насичення залежить від співвідношення об'ємів нафти і розчиненого газу, від його складу і пластової температури. За всіх інших різних умов зі збільшенням молекулярної маси і густини нафти цей параметр збільшується. Зі збільшенням у складі газу кількості компонентів, які відносно погано розчиняються в нафті, тиск насичення також збільшується. Особливо високими тисками насичення характеризується нафти, в яких розчинено значну кількість азоту. Наприклад, тиск насичення нафти Туймазинського родовища, рівний 9,4 МПа, за відсутності азоту він був би 5 МПа. З підвищенням температури тиск насичення може значно збільшуватися.
У природних умовах тиск насичення може відповідати пластовому або бути меншим нього. За першої умови нафта буде повністю насичена газом, за другої  недонасичена. Різниця між тисками насичення і пластовим може коливатися в значних межах  від десятих часток до десятків МПа.
У пластових умовах на закономірності виділення газу з нафти впливають деякі типи породи, кількість залишкової води та її властивості і інші фактори, зумовлені законами капілярності і фізико-хімічними властивостями пластових рідин і гірських порід. Вплив пористого середовища на тиск початку виділення газу тісно пов'язаний зі змінами вуглеводневого складу нафти (в капілярних каналах має місце адсорбція деяких вуглеводнів на межах поділу) і з залежністю тиску пароутворення від змочуваної поверхні парових каналів пластовими рідинами.
Вважається, що бульбашки газу під час зниження тиску спочатку утворюються біля твердої поверхні, так як робота, необхідна для утворення бульбашки біля стінки (за виключенням повного змочування поверхні рідиною), є меншою. 